# Flash Art
Flash Art es una revista de arte contemporáneo y casa editora italiana. Originalmente publicada en versión bilingüe, italiano e inglés, desde 1978 tiene dos ediciones distintas, Flash Art Italia (italiano) y Flash Art International (inglés). Desde septiembre de 2020, la revista tiene una periodicidad trimestral (4 números al año). 

## Historia
Fundada en el 1967 por Giancarlo Politi – primero con sede en Roma para trasladarse en 1970 a Milán – a través sus portadas ha sido una de las revistas más reconocibles y más leídas de su género. En 1973 se crea la casa editorial Giancarlo Politi Editor, que empieza a publicar Art Diary, una referencia para el sistema de la arte con direcciones y contactos de instituciones, museos, galerías, críticos de arte y artistas. En 1978 la revista se publica en dos ediciones separadas (italiano e inglés) dirigidas por Politi y Helena Kontova – con ediciones especiales también en francés, alemán, español, polaco, ruso y checo. En 1993 nace Trevi Flash Art Museum, que hospedará muestras de importantes revisiones internacionales entre los cuales “Prima Linea” (1993). Kontova dirige la sección “Aperto ’93” de la Bienal de Venecia del mismo año y en el 2003, junto con la revista, funda la Biennale de Praga. Desde 2015, Gea Politi es editora y gerente de Flash Art. Del 2019 junto con Cristiano Seganfreddo son editores de la revista, distribuida en 87 países, y de la casa editora que produce catalogas, sabios, libros de artista y ediciones, con más de 300 títulos. Flash Art del 2019 trabaja sobre proyectos de comunicación ad hoc para la cultura contemporánea, colaborando con instituciones de arte, galerías y brand de moda junto con su socio Agenzia del Contemporaneo.

## Colaboradores
Flash Art ha sido la primera revista en dar a conocer la obra de artistas como Marina Abramović, Vito Acconci, Matthew Barney, Vanessa Beecroft, Cecily Brown, Maurizio Cattelan, Francesco Clemente, Martin Creed, John Currin, Rineke Dijkstra, Peter Halley, Eberhard Havekost, Damien Hirst, Pierre Huyghe, Jeff Koons, Sherrie Levine, Sol LeWitt, Robert Longo, Paul McCarthy], Mariko Mori, Maurizio Nannucci, Shirin Neshat, Gabriel Orozco, Charles Ray, Gian Carlo Riccardi, Pipilotti Rist, Matt Ritchie, Anri Sala, David Salle, Thomas Scheibitz, Julian Schnabel, Rudolf Stingel o Francesco Vezzoli.
A lo largo de su historia la revista ha tenido como colaboradores a críticos y curadores de fama internacional, entre los que figuran Germano Celant, Aquiles Bonito Oliva, Rosalind E. Krauss, Francesca Alinovi], Francesco Bonami, Harald Szeemann, Nicolas Bourriaud, Dan Cameron, Hans Ulrich Obrist, Benjamin Weil y Massimiliano Gioni]. Otros colaboradores han sido Andrea Bellini, Kenneth Goldsmith, Carolyn Christov-Bakargiev], Quinn Latimer, Pierre Bal-Blanc], Marina Fokidis o Chus Martinez.